# 유엔 인권 위원회

유엔 국제 연합 인권 위원회 (United Nations Commission on Human Rights Council)

유엔 인권 위원회 또는 국제 연합 인권 위원회(國際聯合人權委員會, United Nations Commission on Human Rights, 프랑스어: Commission des droits de l'homme des Nations unies)는 유엔 경제사회이사회 산하의 위원회로 세계의 인권 보호 및 증진을 목표로 한다. 현재는 활동이 종료되었으며, 유엔 인권 이사회(UNHRC)로 개편, 발전되어 2006년 새로 설립되었다. 자유권 규약에 의해 설립된 자유권 규약 위원회(UNHRC, United Nations Human Rights Committee)와 명칭이 유사해서, 혼동이 있다.

## 역사
유엔 인권 위원회는 1946년 유엔 경제사회이사회의 첫 회담 때 창설되었으며, 유엔 여성지위위원회와 함께 유엔의 매우 초창기부터 작동했던 두 위원회 가운데 하나이다. 회원국 모두가 서명한 유엔 헌장 68조에 기반하여 창설된 조직이다.
하지만, 인권 위원회의 권한 및 실무 능력에 관한 논란이 있었으며, 세계 인권에 보다 적극적인 기여를 하기 위해서는 인권 위원회의 권한 및 역할을 증대시켜야 한다는 주장이 있었다. 이를 위해 유엔 경제사회이사회 산하의 인권위원회를 유엔 총회 산하의 유엔 인권 이사회로 격상시키는 결의안이 2004년 12월 제시되게 된다. 이 결의안은 2006년 3월 15일 마침내 유엔 총회에서 찬성 170개국 대 반대 4개국의 압도적인 표 차이로 통과했다. 이에 따라 인권위원회는 2006년 6월 16일 해체되고, 《인권이사회》(UNHRC)가 이를 대체할 예정이다 .

## 구조
위원회는 53개 참가국으로 구성되어 있다. 각 참가국은 유엔 경제사회이사회 가입국에 의해 선출된다. 영구적인 참가국은 없으며 3년의 임기를 가지고 있고, 매년 1/3씩 교체된다. 대개는 5월에 선거가 이루어진다. 위원회는 매년 3-4월에 6주간 정기회의를 스위스 제네바에서 가진다. 회기 중에는 채택된 의제에 대하여 토의하고 행동을 결의하여 7월쯤 열리는 경사리에 회부한다. 의사록의 작성과 발간에는 시간이 걸리는 것이 보통이므로 그날 그날 주요 토의내용은 보도자료의 형식으로 배포된다. 이와 관련한 경사리의 결의는 다시 9월부터 12월까지 열리는 유엔 총회에 제출되는 식으로 순차적으로 인권문제가 다루어지게 된다.

### 지역별 현황
위원회의 참가국은 지역에 따라 할당된다. 2005년 현재, 참가국의 지역별 현황은 다음과 같다.
- 아프리카 15개국
  - 부르키나파소, 콩고 공화국, 이집트, 에리트레아, 에티오피아, 가봉, 기니, 케냐, 모리타니, 나이지리아, 남아프리카 공화국, 수단, 에스와티니, 토고, 짐바브웨
- 아시아 12개국
  - 부탄, 중화인민공화국, 인도, 인도네시아, 일본, 말레이시아, 네팔, 파키스탄, 카타르, 대한민국, 사우디아라비아, 스리랑카
- 동유럽 5개국
  - 아르메니아, 헝가리, 루마니아, 러시아, 우크라이나
- 라틴 아메리카 및 카리브 11개국
  - 아르헨티나, 브라질, 코스타리카, 쿠바, 도미니카 공화국, 에콰도르, 과테말라, 온두라스, 멕시코, 파라과이, 페루
- 서유럽 및 기타 10개국
  - 오스트레일리아, 캐나다, 핀란드, 프랑스, 독일, 아일랜드, 이탈리아, 네덜란드, 영국, 미국

### 한국정부의 참여
한국정부는 지금까지 1993-95년, 1996-98년, 1999-2001년까지 세 차례 위원국으로 선출되었다.

## 같이 보기
- 유엔 자유권 규약 위원회

## 참조
- 조시현, 유엔 인권위원회와 한국의 인권상황.